# Ministère des Dotations et de l'Orientation
Le ministère des Dotations et de l'Orientation (arabe : وزارة الأوقاف والإرشاد) est le département ministériel du gouvernement yéménite.

## Liste des ministres
| Début             | Fin              | Ministre              | Gouvernement                                                        |
| ----------------- | ---------------- | --------------------- | ------------------------------------------------------------------- |
| 18 décembre 2020  | En poste         | Mohamed Ahmed Shabiba | Gouvernement Maïn Abdelmalek Saïd (2)                               |
| 18 septembre 2016 | 17 décembre 2020 | Ahmed Zabin Atayah    | Gouvernement Ahmed ben Dagher Gouvernement Maïn Abdelmalek Saïd (1) |

## Annexe